# Франклин-авеню (Нью-Йоркское метро)
Франклин-авеню (англ. Franklin Avenue — Fulton Street) — пересадочный узел Нью-Йоркского метро. Этот пересадочный узел расположен в Бруклине, в районе Бедфорд — Стайвесант, на пересечении Франклин-авеню и Фултон-стрит. Он был открыт 18 октября 1999 года — намного позже, чем составляющие его станции.
В пересадочный узел входят станции следующих линий:
- линия Франклин-авеню, Би-эм-ти,
- линия Фултон-стрит, Ай-эн-ди.

На станциях пересадочного узла останавливаются маршруты:
- A (ночью),
- C (круглосуточно, кроме ночи),
- S (круглосуточно).

## Платформа линии Франклин-авеню, Би-эм-ти
|   |   |
| · | · |

|   |   |
| · | · |

«Франклин-авеню» (англ. Franklin Avenue) — станция Нью-Йоркского метрополитена, расположенная на линии Франклин-авеню, Би-эм-ти.  На станции останавливается маршрут S (челнок Франклин-авеню, круглосуточно). Станция является северной конечной для него. Станция находится в Бруклине, на пересечении Франклин-авеню и Фултон-стрит.
Станция представляет собой одну боковую платформу, обслуживающую один путь. Длина платформы — 55 метров, она вмещает два вагона типа R68 (все составы челнока Франклин-авеню имеют двухвагонную конфигурацию). Путь заканчивается с северного конца платформы. Такая станция была открыта в 1999 году, после реконструкции.
С северного конца платформы имеется переход на станцию IND Fulton Street Line, представленный лестницей и лифтом. Выход в город осуществляется через этот же спуск. На уровне улицы располагается турникетный павильон. Выход приводит к перекрёстку Франклин-авеню и Фултон-стрит. С другого (южного) конца располагается проход на застеклённый мост через Фултон-стрит. Там также расположен выход.
С конца XIX века до 1920 года станция состояла из двух частей, перпендикулярных друг другу. С запада на восток шла снесённая ныне эстакадная линия Фултон-стрит, от неё ответвлялась на юг линия Брайтон (её северная часть сейчас является линией Франклин-авеню). Поезд, пришедший с запада, из Манхэттена, мог продолжить движение на восток или на юг, остановившись на одной из двух частей этой станции. Платформы северного и восточного направлений, расположенные с внутренней стороны от развилки, были соединены между собой в форме буквы Г. В 1920 году линия Брайтон была подключена к новой подземной линии, идущей в Манхэттен, а её северная часть (к которой относилась южная часть станции) была превращена в челнок. Эстакадная линия Фултон-стрит, в свою очередь, была закрыта в 1940 году.

## Платформы линии Фултон-стрит, Ай-эн-ди
|   |     |     |     |     |   |
| · | · л | · э | · э | · л | · |

|   |     |     |     |     |   |
| · | · л | · э | · э | · л | · |

«Франклин-авеню» (англ. Franklin Avenue) — станция Нью-Йоркского метрополитена, расположенная на линии Фултон-стрит, Ай-эн-ди.  На станции останавливаются маршруты A (ночью) и C (круглосуточно, кроме ночи). Станцию проходит без остановки маршрут A (круглосуточно, кроме ночи). Станция находится в Бруклине, на пересечении Франклин-авеню и Фултон-стрит.
Станция локальная, представлена четырьмя путями и двумя боковыми платформами, обслуживающими только локальные пути. Станция отделана в зелёных тонах. Помимо чёрных табличек на колоннах, название станции представлено на стенах в виде мозаики. Выходы располагаются с обоих концов каждой из платформ. Главный из них — восточный. Турникеты расположены в мезонинах над платформами. В 1999 году был построен переход на соседнюю станцию, а сама станция была оборудована лифтами для пассажиров-инвалидов. Переход представлен одной лестницей и одним лифтом.

## Соседние станции
| Условные обозначения |
| для дней и часов работы маршрутов (более точно указано во всплывающих подсказках при этих обозначениях): |
| --- |
| круглосуточно круглосуточно, кроме ночи круглосуточно, кроме будней днём (либо часов пик) в пиковом направлении в будни днём (и, возможно, вечером) в будни круглосуточно в часы пик в будни днём (либо в часы пик) в пиковом направлении в будни днём (либо в часы пик) в направлении, обратном пиковому в выходные ночью ночью и в выходные (и, возможно, вечером) нет движения поездов |

| Предыдущая станция                      | ЛинияНазвание станции                         | Следующая станция                                                            |
| --------------------------------------- | --------------------------------------------- | ---------------------------------------------------------------------------- |
| Гранд-авеню[англ.] (снесена)            | линия Франклин-авеню, Би-эм-ти Франклин-авеню | Парк-Плейс · (S) · Дин-стрит · (снесена) · Ностранд-авеню[англ.] · (снесена) |
| Клинтон-авеню — Вашингтон-авеню · (A C) | линия Фултон-стрит, Ай-эн-ди Франклин-авеню   | Ностранд-авеню · (A C)                                                       |